# Фемісто (супутник)
Фемісто (грец. Θεμιστώ, англ. Themisto) — нерегулярний супутник Юпітера, відомий також як Юпітер XVIII.

## Відкриття
Відкритий 1975 року Чарльзом Ковалем і Елізабет Ремер, названий S/1975 J 1, але часу спостереження не вистачило для розрахунку орбіти і супутник «загубився».
2000 року Скотт Шеппард, Девід Джевітт, Янга Фернандес і Юджин Маньє знову відкрили його і назвали S/2000 J 1.
2002 року отримав офіційну назву Фемісто на честь персонажа давньогрецької міфології — Фемісто.

## Орбіта
Супутник за 129,82761 земної доби здійснює повний оберт навколо Юпітера на відстані приблизно 7 391 650 км. Орбіта має ексцентриситет ~0,2006.

## Фізичні характеристики
Діаметр приблизно 8 кілометрів, альбедо 0,04. Оцінна густина 2,6 г/см³.